# Nataša Tapušković

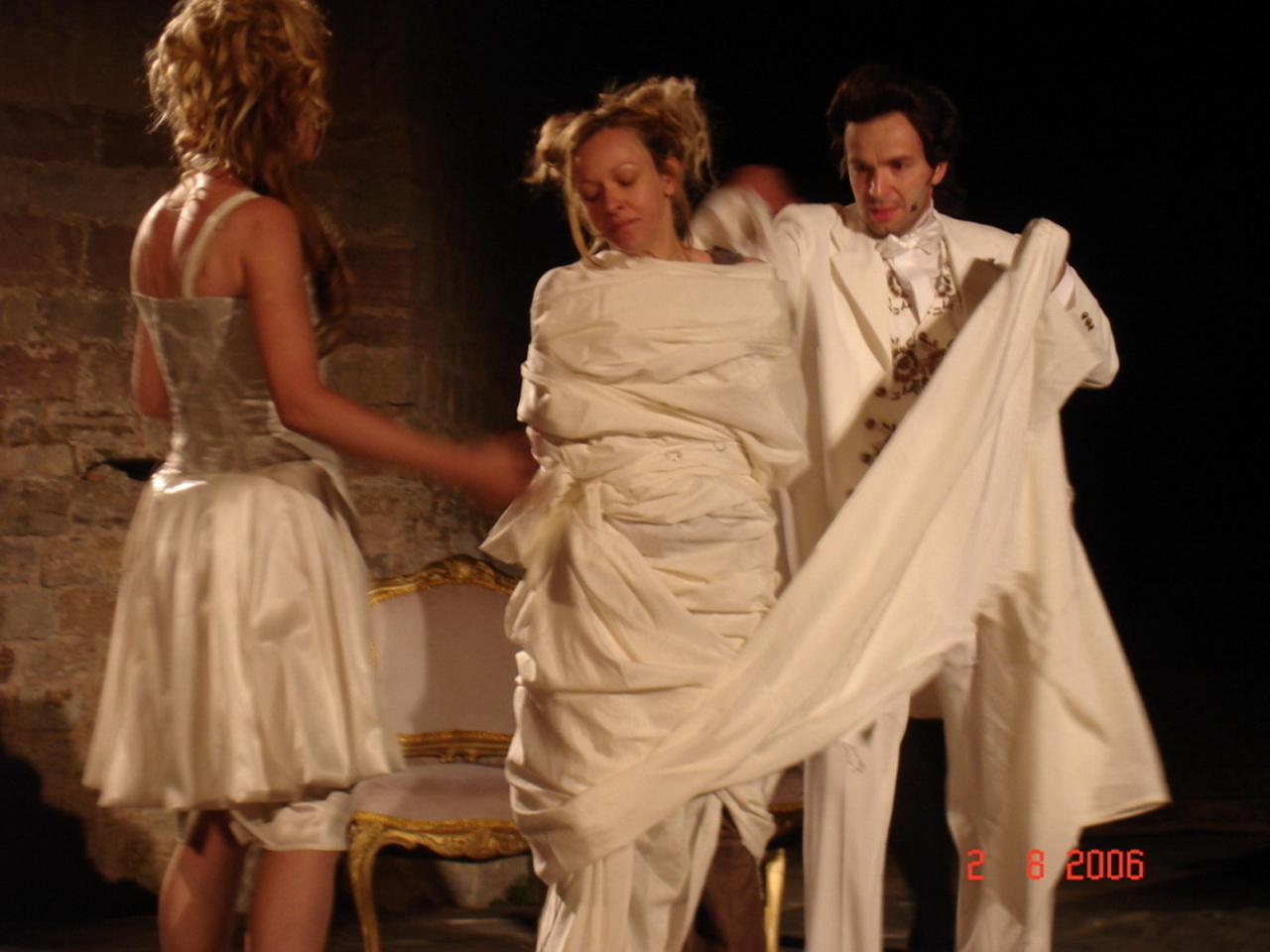
Tapušković auf der Bühne (Mitte)

Nataša Tapušković (serbisch-kyrillisch Наташа Тапушковић) geb. Šolak (geb. 27. August 1975 in Kruševac, Jugoslawien) ist eine jugoslawisch-serbische Schauspielerin, die vorwiegend Theater spielt.

## Leben
Sie wurde bis 1998 an der Fakultät für Dramakünste in Belgrad ausgebildet. Einem breiteren Publikum wurde sie 1998 mit dem Film Barking at the Stars bekannt. Seit 2000 spielt sie im Ensemble des Jugoslawischen Schauspieltheaters in Belgrad.
2004 wirkte sie als bosniakische Geisel „Sabaha“ in Emir Kusturicas Das Leben ist ein Wunder mit. Es folgten eine Reihe von Auftritten in Fernsehserien und TV-Filmen.

## Filmografie (Auswahl)
- 1998: Barking at the Stars (Lajanje na zvezde)
- 2004: Das Leben ist ein Wunder (Život je čudo)
- 2007: Pozoriste u kuci (Fernsehserie, 26 Folgen)
- 2008: Poslednja audijencija (Fernsehserie, 2 Folgen)
- 2010: Skinning (Sisanje)
- 2012–2014: Folk (Fernsehserie, 9 Folgen)
- 2020: Prolece na poslednjem jezeru
- 2021: Kljun (Fernsehserie, 7 Folgen)
- 2022: Comedy on Three Floors